# Celebeški nartničar
Celebeški nartničar (znanstveno ime Tarsius tarsier) je vrsta majhne polopice, ki prebiva na nekaterih otokih v Jugovzhodni Aziji.  Je tipska vrsta za rod nartničarjev. Aktiven je ponoči, prehranjuje pa se povečini z žuželkami. Zaradi izsekavanja gozdov, predvsem dreves, obraslih s smokvovci, spada med ogrožene vrste.

## Telesne značilnosti
Celebeški nartničar sodi med najmanjše prvake. Ima majhno okroglo telo s sivim kožuhom. Telo meri 9,5 do 14 cm, rep pa je dolg od 20 do 26 cm. Stopala, dlani in prsti so zelo dolgi. Dolge roke, ki naj bi odnosno do velikosti bile najdaljše med vsemi prvaki, so namenjene plezanju in prijemanju, kljub odsotnosti palca. Glede na odsotnost priseskov na koncu prstov naj bi bil prvotna oz. najbolj primitivna vrsta med nartničarji. Dolge noge so prilagojene za velike skoke, saj lahko skočijo tudi do 40-kratnika dolžine svojega telesa. Golenica in mečnica sta zraščeni skupaj in delujeta kot blažilec udarca od skoka.
Odnosno do telesne mase imajo nartničarji največje oči med vsem sesalci, poleg tega so oči večje od možganov. Velike oči in dobro razvita centralna vdolbina (lat. fovea centralis) v rumeni pegi omogočajo nočni vid, ki je najostrejši med vsemi prvaki, kljub odsotnosti plasti, imenovane tapetum lucidum, ki je sicer značilna za nočne živali. Nezmožnost premikanja oči je nadomeščena z možnostjo obračanja glave do 180°. Ušesa so tanka in jih lahko premikajo neodvisno eno od drugega.

## Življenjski prostor in navade
Celebeški nartničarji so endemni na indonezijskih otokih Sulavezi (nekdaj Celebes), Pulau Peleng in Pulau Selajar. V taksonomskem smislu so pred nekaj leti populacijo celebeškega nartničarja omejili samo na otok Selajar, ostalo populacijo na Sulaveziju pa razglasili za samostojno vrsto T. fuscus. Prebivajo v deževnih gozdovih, in sicer od nižinskih gozdov blizu morja do gozdov na višini 1.500 m nadmorske višine. Ponekod so bili opaženi tudi v mangrovah in grmičastih gozdovih.
So zelo družbene živali in običajno živijo skupaj s partnerjem ali z manjšo družino. V neposrednem stiku odrasli nartničarji večino časa posvečajo mirovanju in druženju, sicer pa so na lovu. Na blizu se člani družine sporazumevajo s kombinacijo obrazne mimike in telesnih gibov; potegnjena ušesa npr. pomenijo nelagodnost, sedeč položaj pa obrambno držo. Poznajo aktivnosti, kot so igra, crkljanje, negovanje bližnjega in deljenje hrane. Življenje v skupini naj bi omogočalo boljšo zaščito pred plenilci in detomorilskimi samci ter lažje parjenje. Prav tako so zelo teritorialne živali in se večkrat spopadejo s sosednjimi skupinami nartničarjev zaradi kršenja ozemeljske celovitosti. Teritorije označujejo z urinom in izločki žlez. V jutranjih urah, med vračanjem v bivališča, se par ali družina oglaša s specifičnimi zvoki, s čimer naznanja, da je njihovo ozemlje zasedeno.
Pri lovu se nartničar zanaša na dober sluh in oster nočni vid. Nenavadno je, da kot pomoč pri lovu izrablja mesečino, saj se je nočno aktivni sesalci izogibajo zaradi večje izpostavljenosti plenilcem.
Če plenilec, kot je kača, zaide v ozemlje nartničarja, ta opozori ostale nartničarje v bližini, ki začnejo s skupnim močmi nadlegovati plenilca s kričanjem in skakanjem, včasih pa ga celo ugriznejo. Gre torej za primer, ko si sosednji samci, ki so sicer zelo teritorialni, vzajemno pomagajo pri premagovanju skupne grožnje. V primeru plenilskih ptic nartničarji sodelujejo pri odvračanju pozornosti plenilca.

## Razmnoževanje
Večina nartničarjev živi v zvezi z enim partnerjem (tj. v monogamiji), v približno petini primerov pa tudi v zvezi več partnerji (v poligamiji), ki jo sestavlja 6 osebkov ali več z enim samcem. Nartničarji monogamnim zvezam dajejo prednost verjetno zaradi omejenega števila bivališč, tj. dreves, obraslih s smokvovci. Celebeški nartničarji imajo dva zaroda na leto, parjenje pa poteka v maju ali novembru. Brejost traja približno 6 mesecev, samice rodijo samo enega mladiča, ki je že poraščen in lahko odpira oči, po enem dnevu pa lahko pleza. Odnosno do materine telesne mase rodijo samice celebeških nartničarjev največje mladiče med vsemi sesalci; v povprečju znaša teža mladičev več kot petino materine. Laktacija traja do 80 dni, osamosvajanje mladiča se prične med 4. in 10. tednom starosti. Spolno zrelost dosežejo s 17. mesecem starosti. Najvišja opažena starost je po sedanjih podatki 10 let.

## Vloga v prehranjevalni verigi
V glavnem se prehranjujejo z žuželkami, kot so hrošči, kratkotipalčnice, nočni metulji in škržati, včasih tudi z majhnimi vretenčarji, kot so kuščarji in netopirji. Plenilci celebeški nartničarjev so drevesne kače, lizavti oz. cibetovke, varani, sove in divje mačke. V črevesju jih lahko zajedajo gliste in trakulje.

## Pomen za človeka
Celebeški nartničar je pomemben za evolucijske biologe in taksonomiste, saj naj bi bil najbolj primitivna vrsta nartničarja, kar omogoča boljši vpogled v evolucijo prvakov. Glede na to, da so v glavnem žužkojedi, verjetno sodelujejo pri naravnem nadzoru kmetijskih škodljivcev. Po drugi strani jih pogosto zajedajo gliste in trakulje, s katerimi se lahko okuži tudi človek.
Nartničarji poleg ostalih živali privabljajo turiste na indonezijske otoke in tako pripomorejo k turističnemu zaslužku. Kot hišni ljubljenčki ne živijo dolgo, predvsem zaradi zahtevne prehrane. V preteklosti je ljudstvo Iban z otoka Borneo častilo nartničarje kot totemsko žival.